# بیککولوو
بیککولوو (به لاتین: Bikkulovo) یک منطقهٔ مسکونی در روسیه است که در باشقیرستان واقع شده‌است.